# Geografie Ruska

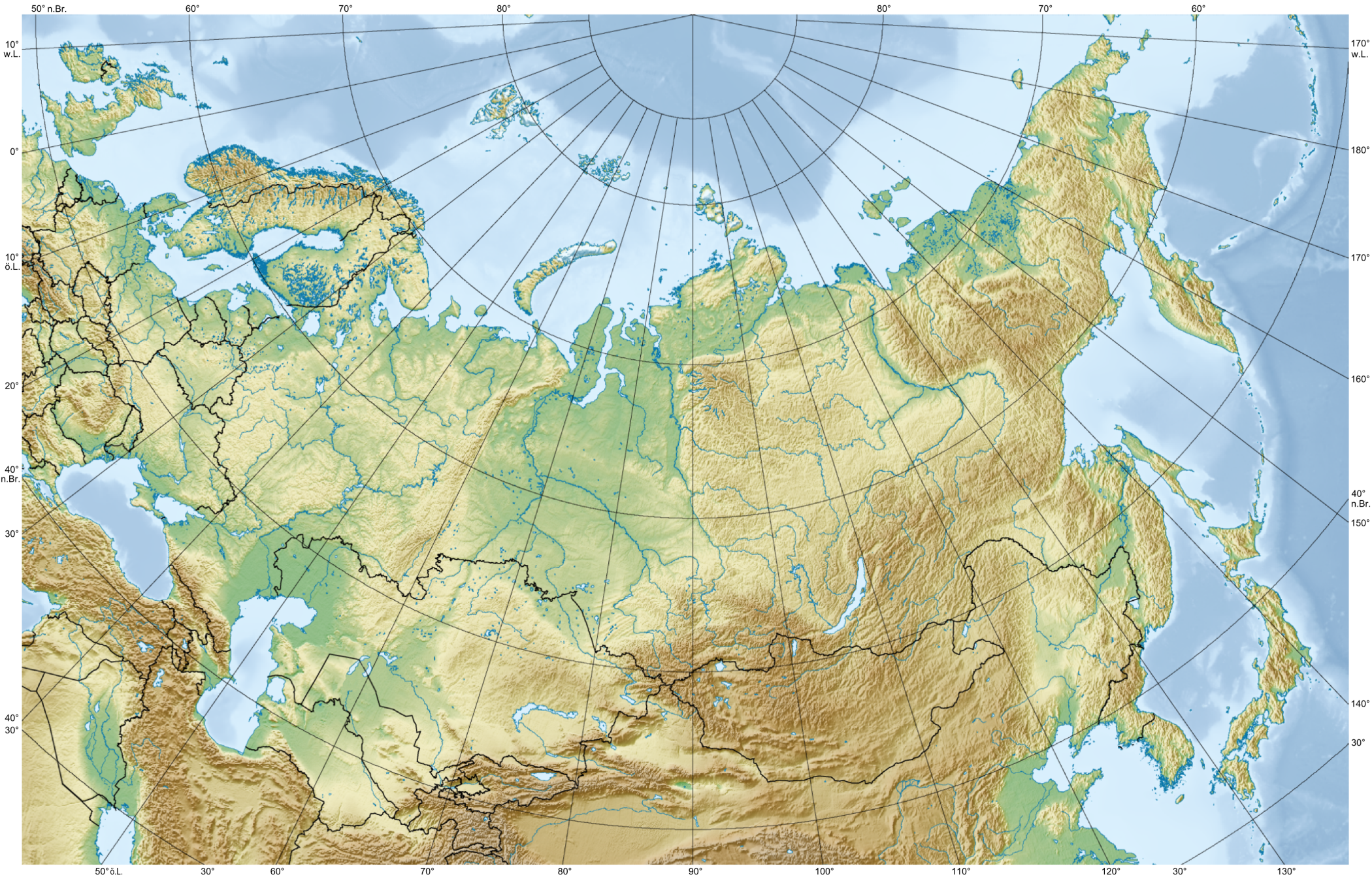
Mapa Ruska

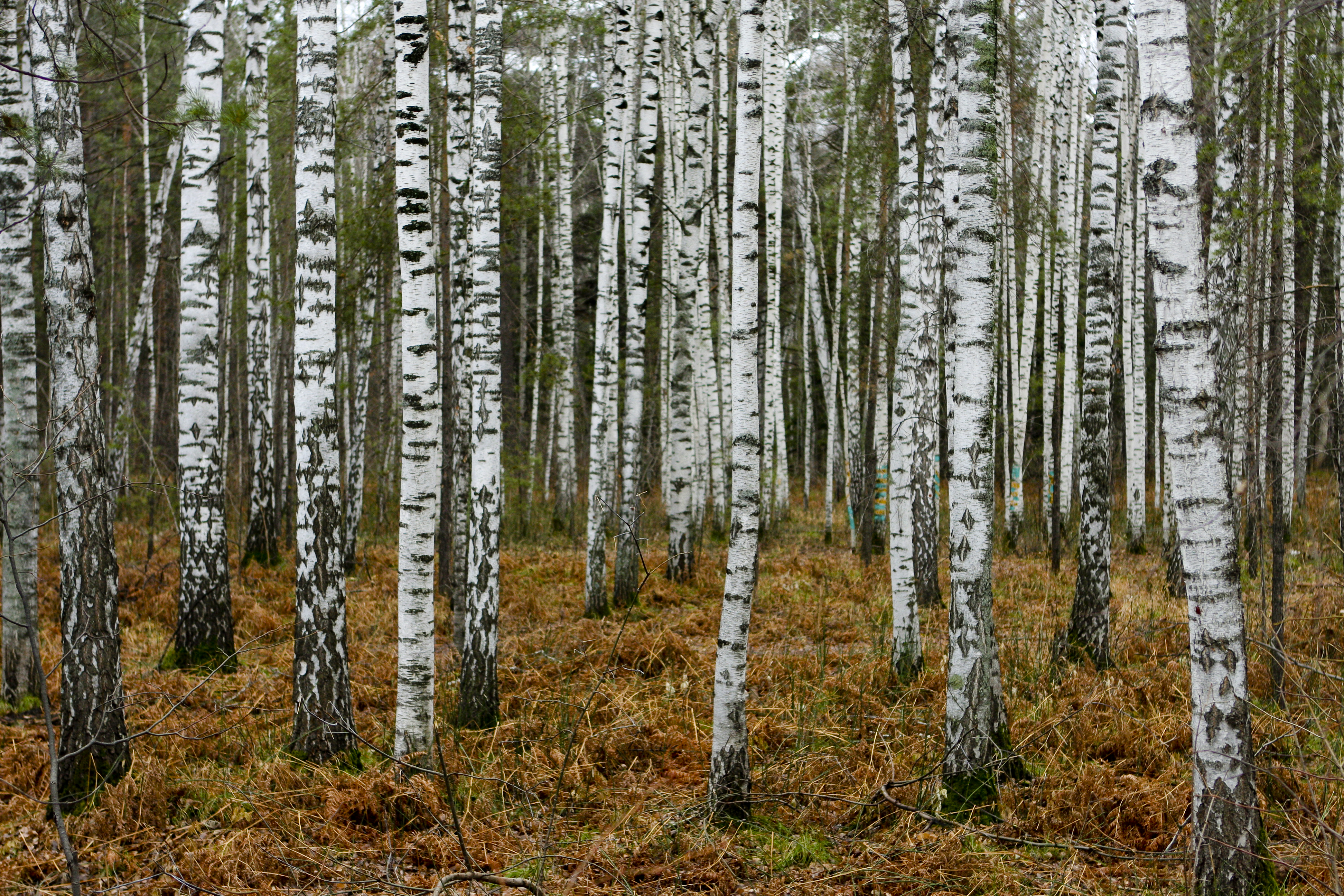
Březový les v Novosibirsku

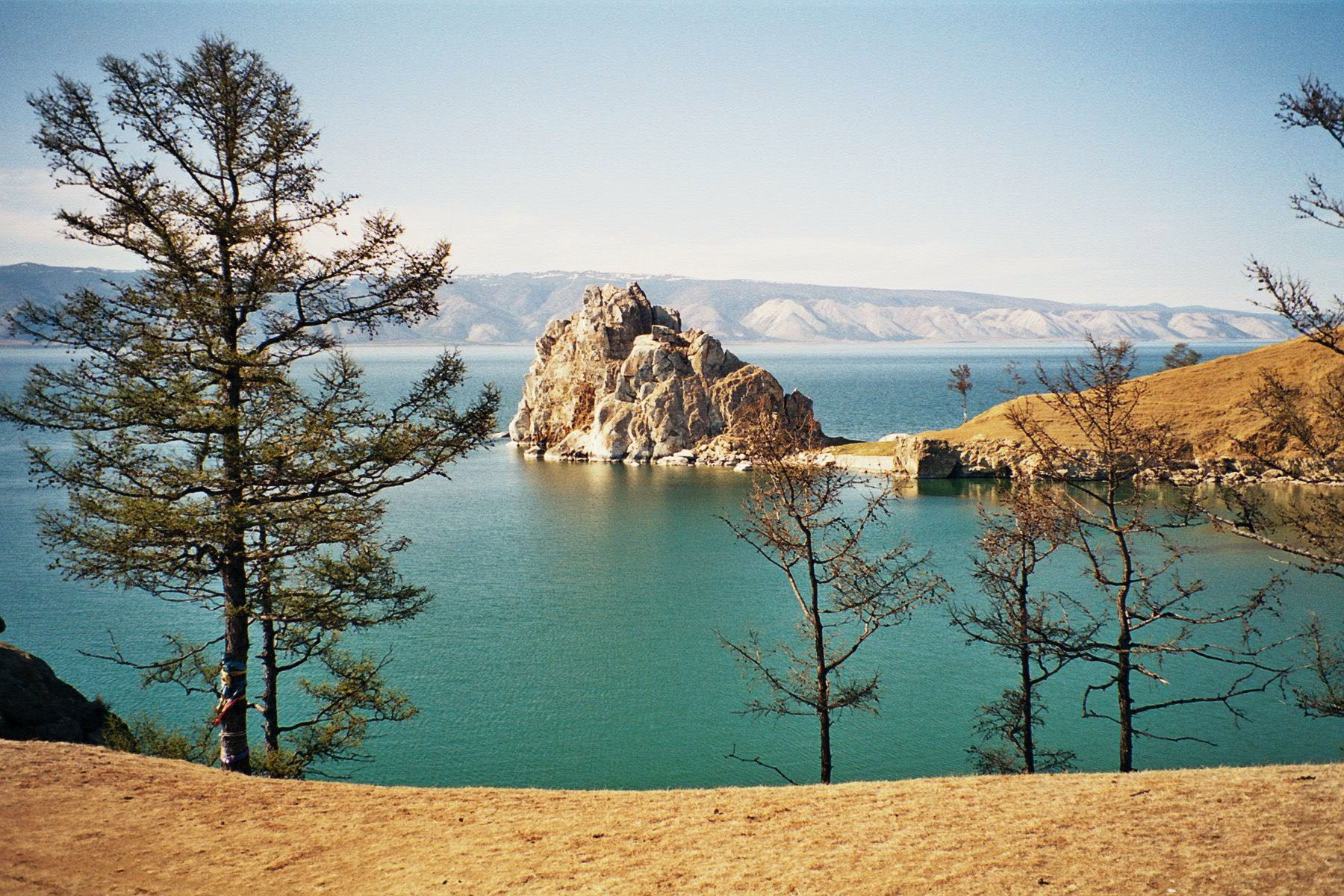
Ostrov Olchol na Bajkale

Rusko se nachází na východě Evropy a severu Asie, pokrývá asi třetinu Eurasie a devítinu rozlohy Země. Evropská část země (asi 23 % rozlohy, asi 3,9 mil. km2, kolem 35 % rozlohy Evropy) zahrnuje území západně od pohoří Ural. Asijská část Ruska, která zabírá asi 76 % rozlohy a leží na východ od Uralu, se také nazývá Sibiř nebo Dálný východ.
Nejsevernějším bodem Ruska je mys Fligely na Rudolfově ostrově v Zemi Františka Josefa. Nejvýchodnější bod Ruska leží na ostrově Ratmanova v Beringově úžině. Krajní severní a východní kontinentální body Ruska jsou Čeljuskinův mys na Tajmyrskému poloostrově a Děžňovův mys na Čukotce.
Celková délka ruských hranic je 60 933 km. Z toho 38 808 km tvoří je mořská hranice. Rusko sousedí s Norskem (219,1 km), Finskem (1325,8 km), Estonskem (466,8 km), Lotyšskem (270,5 km), Běloruskem (1239 km), Ukrajinou (2245,8 km), Gruzií (880 km – tato délka zahrnuje i Abcházii a Jižní Osetii, tedy dvě oblasti, které s ruskou podporou vyhlásily nezávislost, ale mezinárodně nejsou převážnou většinou světa uznané jako samostatné státy - například tedy nejsou členy OSN), Ázerbájdžánem (350 km), Kazachstánem, (7598,6 km, nejdelší souvislá hranice mezi dvěma státy na světě), Čínskou lidovou republikou (4209,3 km), Mongolskem (3485 km), a Severní Koreou (39,4 km). Prostřednictvím Kaliningradské oblasti dále sousedí s Litvou (288,4 km) a Polskem (236,3 km). Ruské Kurilské ostrovy se nacházejí na dohled od Japonska (194,3 km hranice) a z ruské Čukotky je velmi blízko na Aljašku (USA) (49 km).
Navzdory tomu, že Rusko je největší zemí světa, klimatické a půdní podmínky na většině jeho území nejsou vhodné k zemědělství. Pro svou rozlehlost je Rusko zemí přírodních kontrastů: průměrné teploty v nejteplejším měsíci v roce se pohybují rozmezí od 1 °C daleko na severu až k +25 °C v nížinách u Kaspického moře a v nejchladnějším měsíci od 6 °C na pobřeží Černého moře až do −50 °C na severovýchodní Sibiři.
V Rusku se nachází nejhlubší jezero na světě (Bajkal), nejdelší řeka v Evropě (Volha) a největší jezero v Evropě (Ladoga), jeden z pólů chladu na severní polokouli (obec Ojmjakon nedaleko města Verchojansk), jakož i nejvyšší vrchol Evropy (Elbrus). V zemi se nachází 40 biosférických rezervací UNESCO.

## Administrativní dělení Ruska

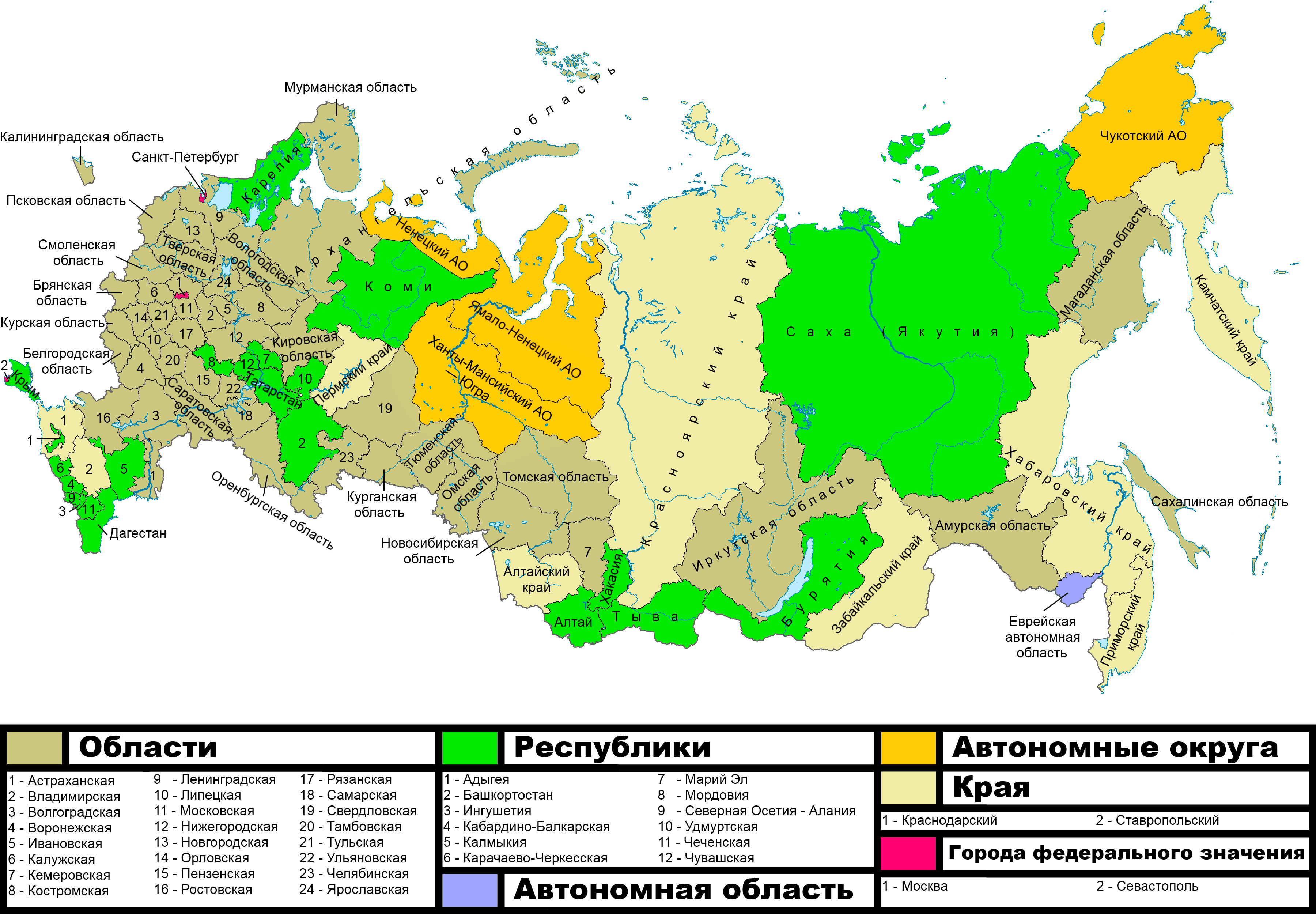
Kategorie subjektů:
republika
kraj
oblast
federální město
autonomní oblast
autonomní okruh

Hranice Ruské federace z velké části kopírují hranice bývalé Ruské sovětské federativní socialistické republiky. V roce 2014 se Ruská federace skládala z 85 subjektů: 22 republik, 9 oblastí, 46 krajů, 4 autonomních okresy a 1 autonomní oblast. Moskva, Petrohrad a Sevastopol jsou města federálního významu – samostatné subjekty Ruské federace. V roce 2000 bylo Rusko rozděleno do sedmi federálních okruhů. K 19. lednu 2010 byl z Jižního federálního okruhu vydělen nový Severokavkazský federální okruh. Během ruské anexe Krymu byl 21. března 2014 vyhlášen sporný Krymský federální okruh. V současnosti je Rusko rozděleno do následujících okruhů: Centrální, Povolžský, Severozápadní, Jižní, Uralský, Sibiřský, Dálněvýchodní, Severokavkazský, Krymský.
Republiky, autonomní okresy a autonomní oblasti jsou vytvořeny podle etnického klíče (jejich obyvateli jsou Tataři, některé kavkazské a ugrofinské národy, domorodé národy Sibiře a další).

## Poloha a rozloha

### Rozloha
Ruská federace je největším státem na světě, celková rozloha činí 17,3 milionů km². To je 31,6 % povrchu Euroasie, asi 1/9 zemské souše (17,3 ze 148,949 milionů km²) a asi 1/30 zemského povrchu (17,3 z 510,1 milionů km²). Nachází se na východě Evropy a severu Asie. Evropská část – asi 23 % plochy se nachází západně od pohoří Ural. Asijská část zaujímající asi 76 % leží na východ od Uralu.

### Krajní body

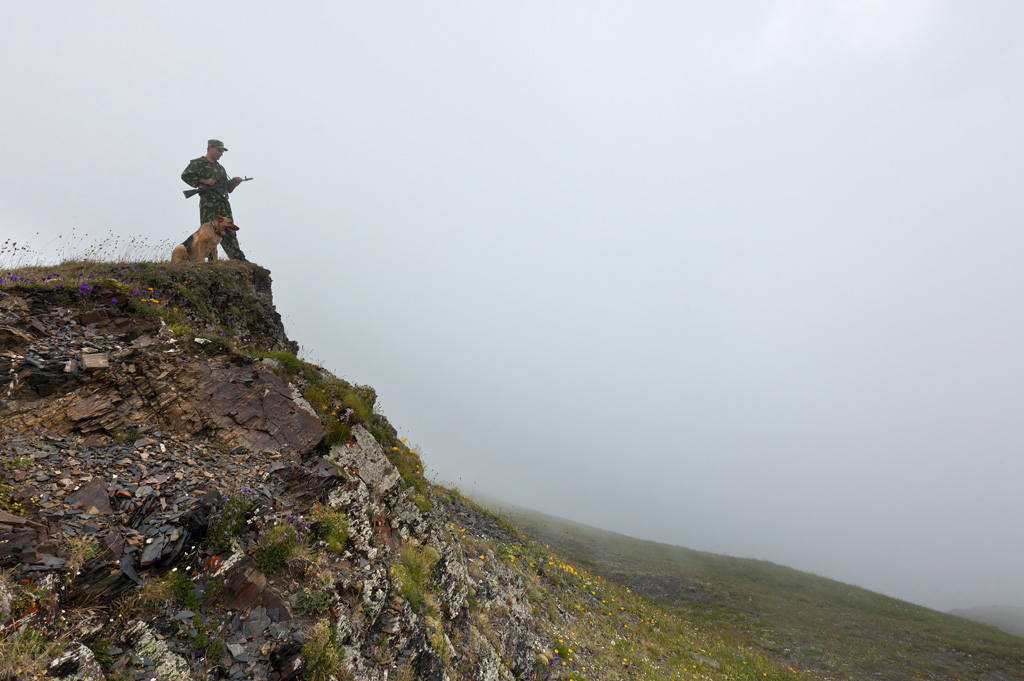
Pohraničník na Rusko - Gruzínské hranici

- Nejsevernější bod Ruska je mys Fligely na Rudolfově ostrově v zemi Františka Josefa v Archangelské oblasti.
- Nejjižnějším bodem je na mapách nepojmenovaná hora v nacházející se na Dagestánsko – Ázerbájdžánské hranici, cca 2,2 km východně od hory Ragdan.
- Nejvýchodnější bod se nachází na ostrově Ratmanova v Beringově průlivu v Čukotském autonomním okruhu.
- Nejzápadnější bod se nachází v Narmelnu na Viselské kose v Kaliningradské oblasti.

Geografický střed Ruska se nachází na území Krasnojarského kraje u jihovýchodního břehu jezera Vivi.

### Státní hranice
Celková délka ruských hranic je 60 933 km. 38 808 km z toho je mořská hranice. Rusko sousedí s Norskem (219,1 km), Finskem (1325,8 km), Estonskem (466,8 km), Lotyšskem (270,5 km), Běloruskem (1239 km), Ukrajinou (2245,8 km), Gruzií (561,0 km), Abcházií (245,0 km), Jižní Osetií (74,0 km), Ázerbájdžánem (350 km), Kazachstánem, (7598,6 km, nejdelší souvislá hranice mezi dvěma státy na světě), Čínskou lidovou republikou (4209,3 km), Mongolskem (3485 km), a Severní Koreou (39,4 km). Prostřednictvím Kaliningradské oblasti dále sousedí s Litvou (288,4 km) a Polskem (236,3 km). Ruské Kurilské ostrovy se nacházejí na dohled od Japonska (194,3 km hranice) a z ruské Čukotky je velmi blízko na Aljašku (USA) (49 km).

## Povrch

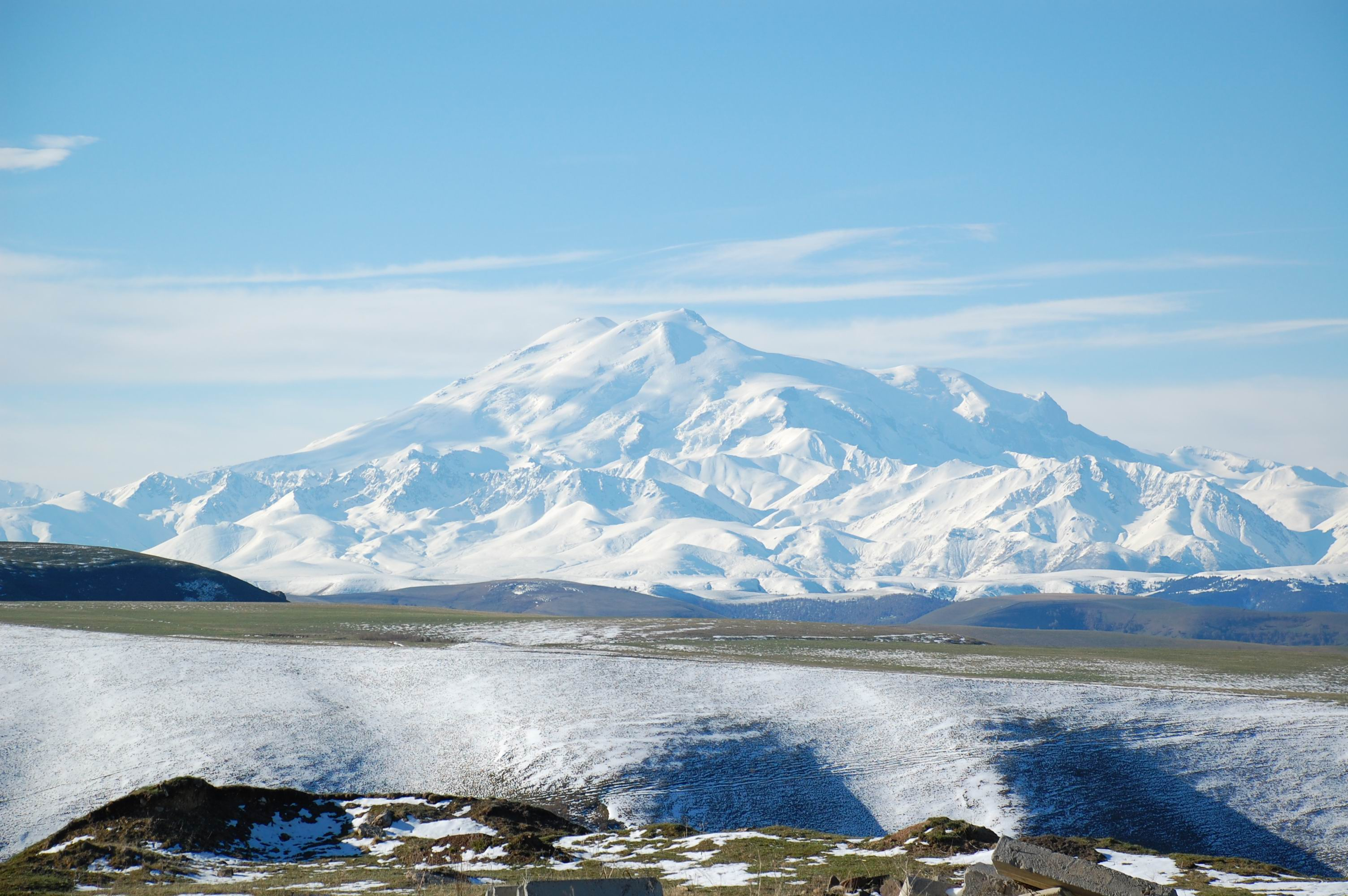
Elbrus – nejvyšší hora v Rusku

Z hlediska geologické struktury a topografie, lze povrch Ruska rozdělit do dvou hlavních částí. Hranici mezi nimi tvoří řeka Jenisej. Západní část je převážně rovinatá s nízkými kopci; ve východní části převažují hory (ačkoli je zde několik rozsáhlých nížin). Na základě těchto topologických faktorů, je možné Rusko rozdělit do šesti hlavních orografických částí: Fennoskandinávie, Východoevropská rovina, pohoří Ural, Západosibiřská rovina, Středosibiřská Vysočina, hory na jihu a východě Ruska. Nejníže položené místo je Kaspické moře (−28 m n. m.)

## Vodstvo

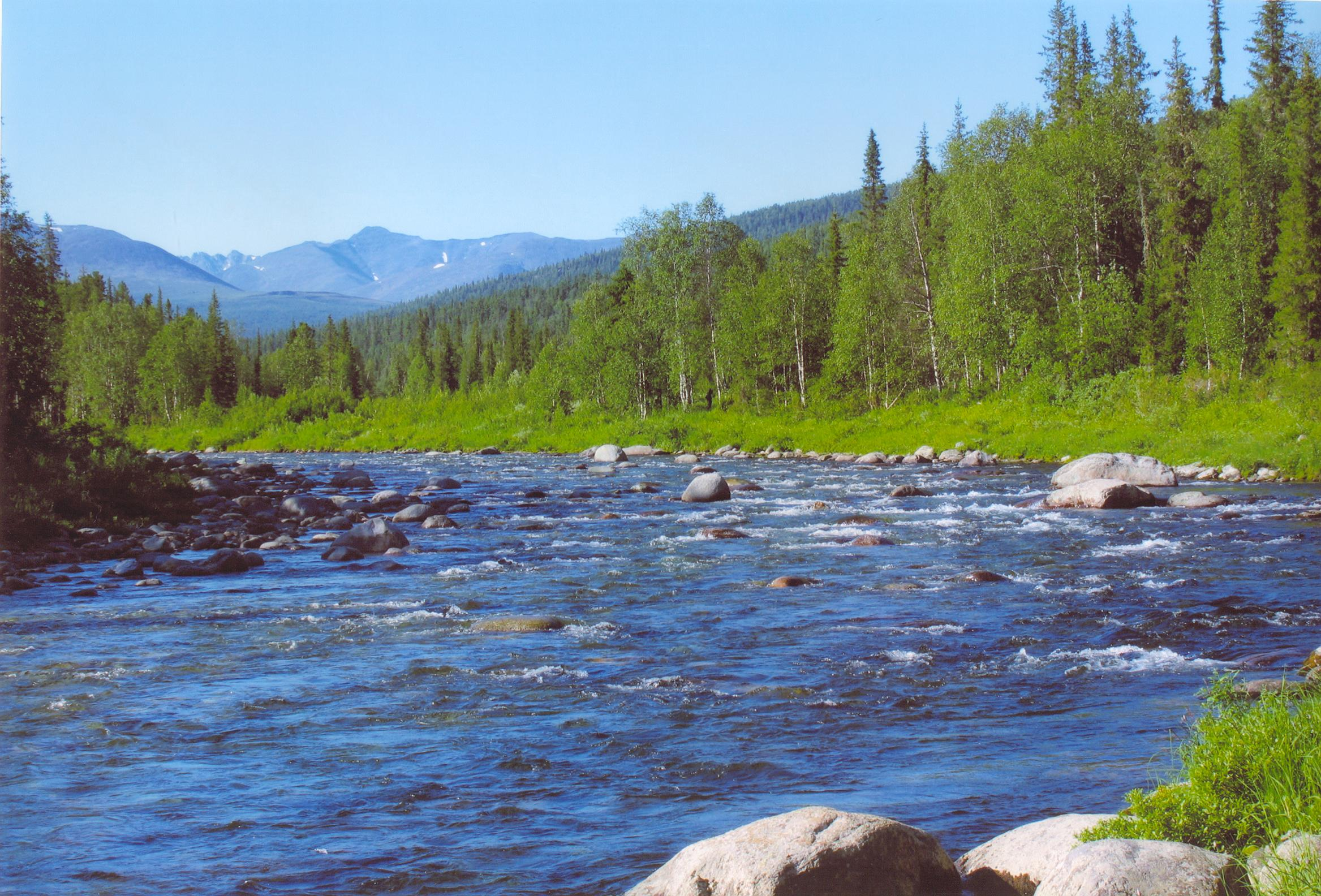
Řeka Ljapin poblíž Sarnaupaulu na Uralu

Rusko obklopují moře tří oceánů – Severního ledového, Tichého a Atlantského. Moře Severního ledového oceánu jsou poměrně mělká a po většinu roku pokrytá souvislou vrstvou ledu. Vlastnosti moří Tichého a Atlantského oceánu jsou zcela odlišné: vody těchto moří zamrzají jen na krátké období, případně vůbec a jsou velmi bohaté na ryby.
Rusko má jedny z největších světových zásob sladké vody. Vodní plochy zaujímají 12,4 % území Ruska, přičemž 84 % vodních ploch je soustředěno na východ od Uralu. Mnohé, hustě obydlené oblasti evropské části Ruské federace, se potýkají s nedostatkem vodních zdrojů.

### Vodní toky
Největší řekou Ruska je Jenisej, nejdelší Ob dohromady s Irtyšem, které společně tvoří sedmou nejdelší řeku světa. Všechny tři náleží do úmoří Severního ledového oceánu, společně se Severní Dvinou, Pečorou, Lenou, Janou nebo Kolymou. Největším přítokem Tichého oceánu je Amur.
Velká část ruské populace dnes žije v údolích řek. Celková délka ruských řek je více než 8 milionů kilometrů. 90 % řek je kratších než 100 km. V asijské části Ruska se nachází 40 řek delších než 1000 km. Největší říční deltou v Rusku je delta Volhy. Ta je zároveň i největší říční deltou v Evropě. Ruské řeky ústí do pěti hlavních úmoří – Černého moře, Kaspického moře, Severního ledového oceánu, Baltského moře a Tichého oceánu.

## Podnebí

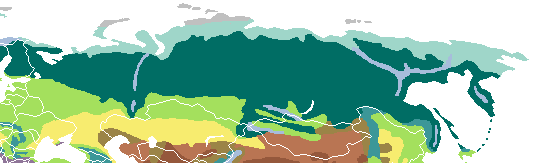
Poušť
Tundra
Alpinská tundra
Tajga
Lesy
Mírný listnatý les
Mírná step
Step

Díky své velikosti leží země v několika podnebných pásech od polárního ledového v Zemi Františka Josefa, po subtropické pásmo na pobřeží Černého a Kaspického moře. V Rusku byla naměřena nejnižší teplota na severní polokouli a to v Ojmjakonu v Jakutské republice. I přesto, že jsou ruské zimy na drtivé většině území velmi chladné, léta bývají teplá a na jihu západosibiřské roviny a mezi Černým a Kaspickým mořem mohou být i velmi horká. Většina území Ruska leží v subpolárním podnebném pásu. V zimě je v celém Rusku trvalá (alespoň několik dní za sebou) sněhová pokrývka (s výjimkou pobřeží Černého moře).